# Little Richard
Richard Wayne Penniman, bedre kendt som Little Richard, (født 5. december 1932 i Macon, Georgia, USA, død 9. maj 2020) var en amerikansk sanger, sangskriver og pianist, og pioner inden for musikgenren rock and roll. 
Little Richard var en af tolv søskende og har udtalt, at han kom fra en familie hvor forældrene ikke kunne lide rhythm and blues-musik. Hans familie var syvendedagsadventister, og han stiftede tidligt bekendtskab med gospelmusik. Little Richards tidligste indspilninger fra 1950'erne var en blanding af blues og rhythm and blues med en stærk påvirkning af gospel.
Han fik sit gennembrud med sangen "Tutti Frutti" i 1955, der blev efterfulgt af en række internationale hits som "Long Tall Sally", "Rip It Up", "Lucille", "Jenny Jenny", "Keep A Knockin", "Good Golly Miss Molly", "Ooh! My Soul" og flere andre.
Med sin unikke sangstil og voldsomme energi fik Little Richard stor betydning for rock'n'roll-musikken. Hans sange blev fremført og indspillet af Elvis Presley, The Beatles, The Rolling Stones, The Kinks, Carl Perkins, Jerry Lee Lewis, Eddie Cochran, Buddy Holly, The Everly Brothers, Bill Haley, Sam Cooke, James Brown, Otis Redding, Don Covay, Joe Tex, Larry Williams, Creedence Clearwater Revival, Mitch Ryder, Hollies, The Swinging Blue Jeans, Chambers Brothers, Jimi Hendrix, Isley Brothers, MC5, Queen og mange flere.
Little Richard trak sig tilbage fra musikbranchen i 1957 af religiøse årsager, men har senere gjort comeback flere gange. Han har også lavet en række gospelindspilninger. Hans oprindelige hits er blevet genindspillet flere gange for forskellige pladeselskaber, men hans oprindelige indspilninger for Specialty i perioden 1955-1957 anses alligevel som uovertrufne. Han har fået en stjerne på Hollywood Walk of Fame.

## Diskografi (album)
- 1956 Cast a Long Shadow
- 1957 Little Richard, Vol. 1
- 1957 Little Richard, Vol. 2
- 1957 Little Richard, Vol. 3
- 1957 Here's Little Richard
- 1959 The Fabulous Little Richard
- 1960 Clap Your Hands
- 1960 Pray Along with Little Richard, Vol. 1
- 1960 Pray Along with Little Richard, Vol. 2
- 1962 King of the Gospel Singers
- 1963 Sings Spirituals
- 1964 Sings the Gospel
- 1965 Little Richard Is Back
- 1965 The Wild and Frantic Little Richard
- 1967 The Explosive Little Richard
- 1967 Rock N Roll Forever
- 1969 Good Golly Miss Molly
- 1969 Little Richard
- 1969 Right Now
- 1970 Rock Hard Rock Heavy
- 1970 Little Richard
- 1970 Well Alright!
- 1971 Mr. Big
- 1971 The Rill Thing
- 1971 The Second Coming
- 1972 Dollars
- 1972 The Original
- 1972 You Cant Keep a Good Man Down
- 1973 Rip It Up
- 1974 Talkin' 'Bout Soul
- 1974 Recorded Live
- 1975 Keep a Knockin'
- 1976 Sings
- 1976 Little Richard Live
- 1977 Now
- 1986 Lifetime Friend
- 1988 Lucille
- 1992 Shake It All About
- 1996 Shag on Down by the Union Hall